# Heníocos

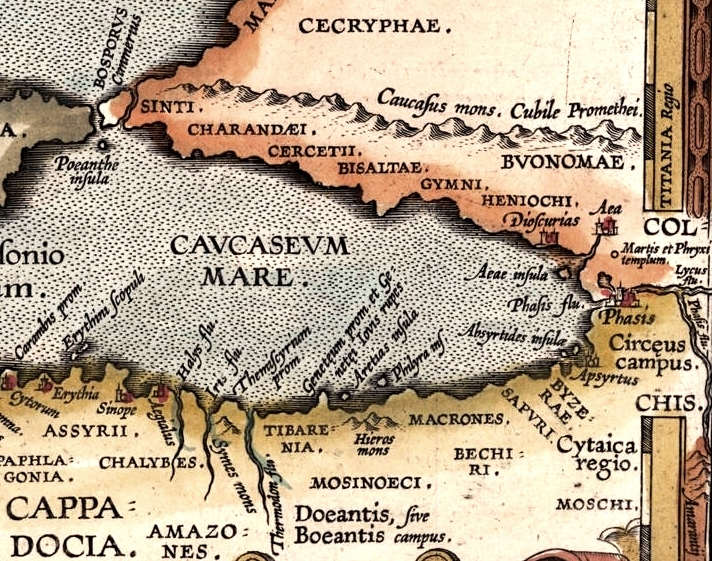
Ubicación de los heníocos en un mapa del viaje de los Argonautas por Abraham Ortelius (1624)

Los heníocos (en georgiano: ჰენიოხები; en griego antiguo: Ἡνίοχοι, romanizado: Heníochoi, lit. 'Aurigas') eran una tribu antigua que habitaba las costas del noroeste de Cólquida (actual Abjasia, de iure en el noroeste de Georgia) y algunos dicen que el área de Fasis. Su país se llamaba Henioquia (en griego antiguo: Ἡνιοχεία) y eran principalmente conocidos por dedicarse a la piratería marina.
Están atestiguados por varios historiadores antiguos y otros por igual, entre otros Aristóteles, Artemidoro de Éfeso, Ovidio, Plinio el Viejo, Arriano o Estrabón. Las fuentes del siglo V al IV a. C. hasta el siglo I d. C. señalan que los heníocos vivieron desde la moderna Sochi hasta Pitsunda o Dioscuríade (algunos apuntan incluso a Trebisonda). Es difícil identificar con certeza la relación entre las tribus mencionadas por los autores clásicos y las etnias contemporáneas.  Varios eruditos relacionan a la tribu con los georgianos modernos (específicamente zans y esvanos) y abjasios. Según Artemidoro de Éfeso, la tribu de los heníocos ocupaba entre los siglos V y I a. C. el litoral del Mar Negro que forma parte de la actual Abjasia: - desde los alrededores de Pitsunda hasta el río Aqueunte (el río Shaje cerca de la actual Tuapsé).  Aristóteles describe a los heníocos (junto con los aqueos) como un grupo de personas "lo suficientemente preparadas para matar y comer hombres".